# Andreas Dix
Andreas Dix (* 7. November 1963 in Bad Homburg vor der Höhe) ist ein deutscher Geograph.

## Leben
Nach dem Studium der Geographie, Geschichte, Historischen Geographie, Archäologie, Stadtplanung und des Öffentlichen Rechts an der Universität Bonn vertrat er den Lehrstuhl für Humangeographie an der Universität Erfurt. Nach der Promotion 1994 in Bonn war er Guest Research Fellow am Chair of Historical Geography, Department of History der Kokugakuin. Nach der Habilitation an der Rheinischen Friedrich-Wilhelms-Universität Bonn ist er Inhaber der Professur für Historische Geographie an der Otto-Friedrich-Universität Bamberg.
Seine Forschungsschwerpunkte sind Konzepte und Methoden der Historischen Geographie, Karten- und Bildquellen, Territorialisierungsprozesse, Critical Toponymies – Landschaftsnamen, Raumwahrnehmung und Erinnerungslandschaften, Planungs- und Siedlungspolitik in ländlichen und städtischen Räumen seit der Frühen Neuzeit, historische Geographien des Konsums und des Wohlbefindens, Umweltgeschichte, Naturgefahren und Naturkatastrophen, Landnutzungs- und Kulturlandschaftsgeschichte und angewandte Historische Geographie.
Seit 2022 fungiert Andreas Dix als Vorsitzender des Ständigen Ausschusses für geographische Namen (StAGN).

## Schriften (Auswahl)
Monographien
- Industrialisierung und Wassernutzung. Eine historisch-geographische Umweltgeschichte der Tuchfabrik Ludwig Müller in Kuchenheim. Köln 1997. Zugl.: Bonn, Univ., Diss.,1994.
- «Freies Land». Siedlungsplanung im ländlichen Raum der SBZ und frühen DDR 1945–1955. Köln 2002, ISBN 978-3412140014.

Herausgeberschaften
- mit Rheinischer Verein für Denkmalpflege und Landschaftsschutz e.V.: Angewandte historische Geographie im Rheinland : [Aufsätze und Spezialbibliographie], Köln 1997.
- Grüne Revolutionen: Agrarsysteme und Umwelt im 19. und 20. Jahrhundert. Innsbruck 2006, ISBN 978-3-7065-4235-7.